# Galletes d'Inca
Las galletes d'oli o de Inca son una preparación de pan crujiente originaria del municipio de Inca, en la isla de Mallorca, España. Contienen harina, aceite de oliva virgen, agua, manteca de cerdo, sal y levadura fresca. Son pequeñas y ovaladas, pinchadas por el centro para que se cuezan uniformemente. 
No se refiere al sentido moderno de «galletas», ya que no son dulces, sino a las galletas (o bizcochos) que antiguamente eran alimento esencial durante los largos viajes en alta mar. Son un producto parecido a los picos, colines, o picatostes, pero a diferencia de ellos las galletes d'Inca presentan una notable proporción de lípidos. En combinación con una casi nula proporción de agua, vuelve a las galletes imperecederas.
En Ibiza son más grandes, casi como panecillos. También son llamadas quelitas porque el principal productor es la marca Quely. También hay otras muchas empresas que producen galletas de aceite, sobre todo en el Llano de Mallorca.

## Origen
Las galletas marineras, también llamados «bizcochos», han sido usadas por navegantes y militares desde la Antigüedad debido a que pueden aguantar en buen estado durante semanas, incluso meses. Está extendida la creencia de que las galletes d'oli tienen su origen en las ship biscuits de la Royal Navy británica, pero lo cierto es que este tipo de galletas han sido usadas por los imperios español, portugués, francés, holandés, e incluso en la Antigua Roma. La masa d'oli ya era conocida desde época medieval y su consumo se expandió en el siglo XVIII con la expansión de la navegación. Los barcos se aprovisionaban de grandes cantidades de panes d'oli, por lo que también eran conocidos como pans de barco o bescuits de mar.
El mito fundacional de las galletas d'oli se sitúa en algún momento del siglo XIX, cuando un navío de la Marina Real británica desembarcó en el puerto de Palma y encargó a un panadero local que le suministrase ship biscuits. El panadero usó aceite de oliva, nativo del mediterráneo, y se guardó la receta para sí, estableciendo la producción en la villa de Inca. Rápidamente, las galletes d'oli se extendieron por la isla y hoy en día son un icono de Mallorca.
Antes de que existiese la Universidad de las Islas Baleares, los jóvenes mallorquines habían de ir a estudiar a Barcelona o Valencia. La mayoría de ellos podían ser fácilmente identificados en los asientos más baratos de los ferrys mediterráneos, llevando la sobrasada en una mano y las galletes de Inca en la otra.